# Charnay-lès-Mâcon
Charnay-lès-Mâcon là một xã ở tỉnh Saône-et-Loire, gần Mâcon, Pháp.
Đây là vùng sản xuất rượu vang. Xã có diện tích 532 km2, dân số năm 1999 là 6739 người.